# Canale Moraleda
Il canale Moraleda è un corpo d'acqua della regione meridionale del Cile che fa parte dell'oceano Pacifico. Si trova a sud del golfo del Corcovado e separa l'arcipelago dei Chonos dalla costa continentale e da alcune isole costiere. Appartiene alla regione di Aysén e alla provincia di Aisén. Il canale corre lungo la faglia Liquiñe-Ofqui.
Il canale porta il nome del navigatore e cartografo spagnolo José de Moraleda y Montero che realizzò la Carta esférica de la costa occidental patagónica nelle sue spedizioni tra il 1792 e il 1796.

## Geografia
Il canale Moraleda misura circa 90 miglia marine in lunghezza; ha un'ampiezza di circa 6 miglia nella parte settentrionale che scende poi a 2 miglia. La parte più profonda del canale si trova di fronte all'isola Magdalena. 
L'entrata settentrionale del canale si trova tra le isole dell'arcipelago Guaitecas (a ovest) e l'isola Refugio (a est); scende poi a dividere le isole settentrionali dell'arcipelago dei Chonos dall'isola Magdalena e termina all'altezza dell'isola Mitahues (45°24′S 73°44′W) dove si apre (a est) il fiordo di Aysén (chiamato anche Seno Aysén) lungo più di 70 km. In quel punto il canale Moraleda viene diviso in due bracci dall'isola Traiguén. Il braccio orientale, chiamato canale Costa, è il più importante e prende, più a sud, il nome di Estero Elefantes terminando del golfo omonimo. Alcuni canali tra le isole delle isole Chonos mettono in comunicazione il canale Moraleda con l'oceano Pacifico, i maggiori sono: il canale Ninualac e il canale Darwin.